# 倫氏鈍塘鱧
倫氏鈍塘鱧（学名：Amblyeleotris randalli），为輻鰭魚綱鰕虎鱼目鰕虎亞目鰕虎魚科鈍塘鱧屬的其中一種，分布於西太平洋區，包括臺灣、菲律賓、日本、澳洲、印尼、密克羅尼西亞及所羅門群島等海域，本魚在高刺狀的背鰭後面基底上具特殊的眼狀斑，背鰭硬棘7枚，背鰭軟條12枚，臀鰭硬棘1枚，臀鰭軟條12枚，體長可達12公分，為底棲性魚類，棲息深度25-50公尺，生活於清澈水域的礁沙混合區，與槍蝦共生，可做為觀賞魚。

## 扩展阅读
維基物種上的相關：倫氏鈍塘鱧